# 中川茂樹
中川 茂樹（なかがわ しげき）は、日本の工学者。東京工業大学大学院工学研究科教授。研究室では、スパッタ法を用いた磁性薄膜工学および磁気記録技術に関する研究を行っている。

## 経歴
- 1983年　金沢大学工学部電気工学科卒業。
- 1985年　金沢大学大学院工学研究科修了。東京工業大学工学部助手。
- 1993年　工学博士（東京工業大学）。
- 1995年　東京工業大学工学部助教授。
- 2011年　東京工業大学大学院工学研究科教授。

## 受賞
- 1989年　第5回国際フェライト会議論文賞。
- 1992年　第6回国際フェライト会議論文賞。
- 1994年　第1回コニカ画像科学奨励賞。
- 2000年　第8回国際フェライト会議論文賞。
- 2004年　日本応用磁気学会 新技術・新製品賞(平成16年度)